# كريس باين
كريستوفر وايتلو «كريس» باين (بالإنجليزية: Christopher Whitelaw Pine)‏ الممثل أميركي (ولد في 26 أغسطس 1980). معروف بدور الكابتن جيمس ت. كيرك في ستار تريك (2009) والمتممة له ستار تريك إلى الظلام (2013)، هو أيضاً قام بالظهور في أكثر من 15 فيلم آخر، من ضمنها: يوميات الأميرة 2: الخطوبة الملكية (2004) وجست ماي لوك (2006) و Smokin' Aces في 2007 و Unstoppable في 2010 وهذا معناه حرب (2012).

## حياته الشخصية
ولد كريس باين في لوس انجلوس ،وفي كاليفورنيا ولد روبرت باين وغوين غيلفرد، كما أنه لدية شقيقته الأكبر سنا، كاثرين. ووالدة ممثل أيضا ظهر في فيلم CHIPS بدور الرقيب جوزيف جيترير (Joseph Getraer). ووالدته ممثلة أيضا وهي الآن تمارس مهنة الطب النفسي. ومن حيث اقرباء والدته جدتة آن غوين (attorney Gwynne)، ممثلة في هوليوود، وجدة ماكس ام. غيلفرد (Max M. Gilford)، محام في هوليوود. فهو جزء من يهودي الاصل من جهة والدتة، ولقد ذكر في مقابلة له انه "ربما ملحد". 
وقد حصل كريس باين على درجة البكالوريوس في اللغة الإنجليزية من جامعة كاليفورنيا في بيركلي  في عام 2002 ، وبينما كان هناك درس اللغة الإنكليزية في جامعة ليدز في إنجلترا لمدة سنة واحدة. بعد التخرج، ودرس المسرح في المعهد الموسيقي ألامريكيبسان فرانسيسكو. 

## حياته المهنية
عام 2003 كان أول دور لكريس بين في حلقة من مسلسل $1أي ار (ER) ،و في نفس العام، ظهر في حلقات / الجارديان / / ومنظمة التضامن المسيحي الدولية(CSI) : ميامي. في عام 2004، ظهر في الفيلم القصيرلماذا ألمانيا ؟،، و فيلم يوميات الأميرة وأيضا فيلم الخطبة الملكية. كريس بين هو واحد مما حظوا بالحب والاحترام وذلك لاأداءة لشخصية آن هاثاوي، والذي صدر في أغسطس من ذلك العام. في عام 2005، ظهر كريس بين في حلقة من سلسلة ستة اقدام تحت الأرض، وكذلك في اعتراف، وهو الفيلم المستقل الذي تم إصداره مباشرة إلى الفيديو، واخر فيلم قصير شيكاغو بولز (Bulls).
وظهر كريس باين في الفيلم التلفزيوني، استسلام دوروثي، التي بثت في أوائل عام 2006. كما أنه لعب دور جايك هاردن في الفيلم الأميركي فقط حظي(Just My Luck)، وهو كوميديا رومانسية التي قام ببطولته علي العكس من ليندسي لوهان، التي لعبت دور أشلي أولبرايت. وتم عرض الفيلم في 12 مايو، 2006. وتالق كريس باين في الافلام الكوميدية، تاريخ الممكفوفين وفي افلام الاكشنسموكين 'الآسات.
وفي عام 2008 تصويره من واقع الحياة لفيلم زجاجة الصدمة بوادي نابا فينتر بو باريت، ارتدي باين الهبي طول أقفال الأشقر.
في عام 2007 ،رفض باين دورا في فيلم التكيف «الجاز الأبيض «، في إطار الإنتاج ولكن لم يتم عرض الفيلم حتى مايو 2009 ،وذلك من أجل قبولة في عام 2009 لدورجيمس ت. كيرك في فيلم ستار تريك. كان كريس بايت سيمثل فيلم المصابيح الخضراء، ولكنه لم يمثلة لان الدور ذهب في النهاية إلى رايان رينولدز. ومن المقرر أيضا ظهوره في الفيلم المستقل مدينة صغيرة ليلة السبت. ألقى كلمة موجزة عن ظهور فيلم الحياة ليلة السبت مع النجوم المشاركين زخاري كوينتو وليونارد نيموي في مايو 2009.
ويجري محادثات لنجمة في عمل فيلم، لايمكن إيقافه، باعتبارها قائد القطار الذي يساعد المخضرم مهندس السكك الحديدية مهندسمن، وعلي بعد نصف ميل من قطار لنقل البضائع هارب حاملا السوائل السامة والغازات السامة التي تم تعيينها لمحو مدينة قريبة. وقد تم إخراجه بواسطة طوني سكوت، والذي يقوم على سيناريو من قبل مارك بومباك. ومن المقرر أن يبدأ في خريف عام 2009.

## قائمة الأفلام
| العام   | اسم الفيلم بالأنكليزي                    | اسم الفيلم بالعربي                  | الدور                    | ملاحظات أخرى  |
| ------- | ---------------------------------------- | ----------------------------------- | ------------------------ | ------------- |
| (2004)  | ?Why Germany                             | لماذا ألمانيا؟                      | كريس                     |               |
| (2004)  | The Princess Diaries 2: Royal Engagement | يوميات الأميرة 2 : رويال الخطبة     | نيكولاس ديفروكس          |               |
| 2005    | Confession                               | اعتراف                              | سكوت لوثر                |               |
| 2005    | The Bulls                                | الكرات                              | جايسون                   |               |
| (2006). | Surrender Dorothy                        | استسلام دوروثي                      | شون                      | فيلم تلفزيوني |
| (2006). | Just My Luck                             | جست ماي لوك                         | جيك هاردن                |               |
| (2006). | Blind Dating                             | موعد أعمى                           | داني                     |               |
| (2006). | Smokin' Aces                             | سموكين 'الآسات                      | داروين الهزة             |               |
| 2008.   | Bottle Shock                             | زجاجة صدمة                          | بو باريت                 |               |
| 2009    | Star Trek                                | ستار تريك                           | كيرك جيمس ت.             |               |
| 2009    | Carriers                                 | حاملات                              | براين                    |               |
| 2010    | Small Town Saturday Night                | بلدة صغيرة ليلة السبت               | ريت ريان                 |               |
| 2010    | Quantum Quest: A Cassini Space Odyssey   | الكم كويست : أوديسا الفضاء كاسيني و | ديف                      |               |
| 2010    | Unstoppable                              | لا يمكن وقفها                       | ويل كولسن                |               |
| 2012    | This Means War                           | هذا معناه حرب                       | فرانكلين فوستر           |               |
| 2012    | People like Us                           | أناس مثلنا                          | سام                      |               |
| 2012    | Rise of the Guardians                    | نهوض الحراس                         | جاكسون أوفرلند فروست     |               |
| 2013    | Star Trek Into Darkness                  | ستار تريك إلى الظلام                | جيمس ت. كيرك             |               |
| 2013    | Jack Ryan                                | جاك راين                            | جاك راين                 |               |
| 2015    | Into the Woods                           | في الغابة                           |                          |               |
| 2018    | A Wrinkle in Time                        | تجعد في وقت                         |                          |               |
| 2018    | Outlaw King                              | الملك الخارج على القانون            | روبرت الأول ملك اسكتلندا |               |

## وصلات خارجية
- كريس باين على موقع IMDb (الإنجليزية)
- كريس باين على موقع روتن توميتوز (الإنجليزية)
- كريس باين على موقع مونزينجر (الألمانية)
- كريس باين على موقع ألو سيني (الفرنسية)
- كريس باين على موقع ميوزك برينز (الإنجليزية)
- كريس باين على موقع تيرنر كلاسيك موفيز (الإنجليزية)
- كريس باين على موقع أول موفي (الإنجليزية)
- كريس باين على موقع بوكس أوفيس موجو (الإنجليزية)
- كريس باين على موقع قاعدة بيانات الأفلام السويدية (السويدية)
- كريس باين على موقع إن إن دي بي (الإنجليزية)